# Omega Herculis
Désignations
Omega Herculis (Oméga d'Hercule, abrégé en ω Her) est une étoile binaire de la constellation d'Hercule de magnitude apparente 4,57. Elle porte le nom de Cujam , parfois orthographié Kajam, qu'elle partage avec ε Herculis. D'après la mesure de sa parallaxe annuelle, le système est situé à environ 74 pc (∼241 al) de la Terre.
Sa composante primaire, désignée Omega Herculis A, est une étoile blanche de la séquence principale de type spectral A2VpCrSr, avec la notation « pCrSr » qui indique qu'il s'agit d'une étoile Ap dont le spectre montre des raies d'absorption du chrome et de strontium inhabituellement fortes. À l'inverse, les raies du calcium et de magnésium sont inhabituellement faibles. C'est une étoile variable de type α2 Canum Venaticorum dont la luminosité varie avec une amplitude de 0,08 magnitude et selon une période de 2,951 jours. L'étoile montre également des variations rapides avec une période d'environ 3,6 heures.
Son compagnon, Omega Herculis B, est une étoile de magnitude 11,5. En 2018, elle était située à une distance angulaire de 0,9 seconde d'arc et à un angle de position de 304° de l'étoile primaire.